# La Petite Reine
Pour les articles homonymes, voir La Petite Reine (homonymie).
La Petite Reine est une société de production de cinéma française créée en 1995 et qui est dirigée par Thomas Langmann et Emmanuel Montamat. Le nom fait référence au nom de la société de production du père de Thomas Langmann, Claude Berri, qui est Renn Productions.
Le 27 février 2018, les sociétés de production de Thomas Langmann  La Petite Reine  et la Petite Reine Production ont été placées en procédure de sauvegarde.

## Filmographie
Liste de films ayant été produits ou coproduits par la Petite Reine :
(Les films sont classés par ordre chronologique des années de sortie ; pour chaque année, les films sont listés par ordre alphabétique)
- 1996 : Le Dernier Chaperon rouge
- 2002 : Astérix et Obélix : Mission Cléopâtre, Le Boulet
- 2004 : Blueberry, l'expérience secrète, Double Zéro
- 2005 : Foon
- 2006 : Nos jours heureux
- 2007 : Steak
- 2008 : Astérix aux Jeux olympiques, L'Instinct de mort, L'Ennemi public n°1
- 2010 : Le Mac
- 2011 : La Nouvelle Guerre des boutons, The Artist
- 2012 : Le Magasin des suicides, Stars 80, Plan de table
- 2013 : Colt 45
- 2014 : Les Francis
- 2015 : Stars 80, la suite, Un moment d'égarement
- 2016 : À Fond, Ils sont partout
- 2019 : Quand on crie au loup
- 2023 : Jeanne du Barry

## Logo
Le logo représente une fille qui fait de la corde à sauter la nuit dans un lac.

## Clips Vidéos
- 2011 : Orelsan - Plus rien ne m'étonne
- 2012 : Orelsan featuring Gringe - Ils sont cools